# جبل ابي سويد
ابي سويد جبل من سلسة جبال السروات، يقع بالقرب من مدينة الباحة في منطقة الباحة بالمملكة العربية السعودية، ويبلغ ارتفاعه 2,502 م (8,209 قدم)*.